# Niet-lineaire optica
Onder niet-lineaire optica (NLO) wordt verstaan het deelgebied van de optica dat het gedrag van licht in niet-lineaire media beschrijft, dat wil zeggen in media waarvan de diëlektrische polarisatie P niet-lineair reageert op de elektrische veldsterkte E van het licht. Deze niet-lineariteit treedt alleen op bij een zeer hoge lichtintensiteit, zoals die van pulslasers. In de niet-lineaire optica geldt het superpositiebeginsel niet meer.

## Frequentiemenging
Een van de meest gebruikte frequentiemengprocessen is frequentieverdubbeling, oftewel het genereren van de tweede harmonische (second-harmonic generation, SHG). Hiermee kan bijvoorbeeld het infrarode licht van een Nd:YAG-lasers (1064 nm) of dat van een Ti:saffierlasers (800 nm) worden omgezet in zichtbaar licht met golflengtes van resp. 532 nm (groen) en 400 nm (violet).
Frequentieverdubbeling wordt verkregen door een speciaal kristal onder de juiste hoek in een laserbundel te plaatsen. Veelgebruikte kristallen zijn BBO (β-bariumboraat), KDP (kaliumdiwaterstoffosfaat), KTP (kaliumtitanylfosfaat) en lithiumboraat. Deze kristallen beschikken over de noodzakelijke eigenschap dat zij sterk dubbelbrekend zijn, een speciale kristalsymmetrie hebben, en uiteraard dat zij transparant zijn en bestand zijn tegen de hoge intensiteit van het laserlicht. De verwachting is dat organische polymeren de rol van deze kristallen gaan overnemen daar zij goedkoper te fabriceren zijn, lagere stuurspanningen hebben en beter presteren.

### Frequentiemenging van hogere orde
Niet-lineaire verschijnselen kunnen worden beschreven met behulp van een reeksontwikkeling. Normaal convergeert deze reeks, waardoor de lagere harmonischen sterk vertegenwoordigd zijn. Bij hoge intensiteiten blijkt die reeksontwikkeling echter niet meer te convergeren. Wanneer een edelgasmolecuul wordt getroffen door een sterke laserpuls met een elektrische veldsterkte vergelijkbaar met het Coulombveld van het atoom, kan het buitenste elektron van het atoom eraf geslagen (geïoniseerd) worden. Als het eenmaal los is van het atoom, kan dit elektron versneld worden door het elektrische veld van het licht, waarna het eerst van het atoom weg beweegt, en dan terugkeert naar het atoom als het veld van richting verandert. Het elektron kan dan recombineren met het ion, waardoor het zijn energie vrijgeeft in de vorm van een foton. Dit licht wordt uitgezonden bij elke piek van het veld van het sterke laserlicht, waardoor een reeks lichtflitsen van een attoseconde ontstaat. De fotonenenergie die hierbij wordt gegenereerd, kan hoger worden dan de 800ste harmonische, tot wel 1300 eV. Dit heet genereren van een harmonische van hoge orde (high-harmonic generation, HHG). De laser moet lineair gepolariseerd zijn, zodat het elektron in de buurt van het oorspronkelijke ion terugkeert. HHG is waargenomen in stralen van edelgassen, cellen en gasgevulde capillaire golfgeleiders.

## Veelgebruikte materialen voor SHG

Donkerrood galliumselenide in bulkvorm

- licht 806 nm: lithiumjodaat (LiIO3)
- licht 860 nm: kaliumniobaat (KNbO3)
- licht 980 nm: KNbO3
- licht 1064 nm: monokaliumfosfaat (KH2PO4, KDP), lithium triborate (LBO) and β-barium borate (BBO).
- licht 1300 nm: galliumselenide (GaSe)
- licht 1319 nm: KNbO3, BBO, KDP, kaliumtitanylfosfaat (KTP), lithiumniobaat (LiNbO3), LiIO3, and ammoniumdiwaterstoffosfaat (ADP)